# Partia Zielonych Ukrainy
Partia Zielonych Ukrainy (ukr. Партія Зелених України) – ukraińska partia polityczna założona 30 września 1990 w Kijowie przez grupę aktywistów organizacji ekologicznej Zełenyj swit, a zarejestrowana 24 maja 1991. Aktualnie nie ma reprezentantów w Radzie Najwyższej, ma jednak ok. 500 przedstawicieli we władzach lokalnych i regionalnych. Liczy ok. 36 000 członków.
Należy do Europejskiej Partii Zielonych.

## Udział w wyborach
Zieloni uczestniczą w wyborach od wyborów w 1990, kiedy startowali w ramach Bloku Demokratycznego. W wyborach w 1998 zdobyli 5,3% głosów, wprowadzając do Rady Najwyższej 19 posłów, jednak w kolejnych wyborach w 2002 nie udało im się zdobyć mandatu (partia uzyskała 1,3% głosów). W wyborach 2006 Partia Zielonych startowała w ramach Opozycyjnego Bloku NIE TAK!, który zdobył 1,01% głosów. Rok później startowała samodzielnie, zdobywając 0,4% głosów.

## Przewodniczący partii
- 1990–1992 – Jurij Szczerbak
- 1992–2006 – Witalij Kononow
- od 2006 – Wołodymyr Kosterin